# Order Kambodży
Order Kambodży lub Order Królewski Kambodży (fr. Ordre royal du Cambodge) – ustanowiony w 1864 order Królestwa Kambodży pod francuskim protektoratem, nadawany również jako francuskie odznaczenie kolonialne w latach 1896–1948 i 1950–1955, a następnie wyłącznie kambodżańskie odznaczenie w latach 1955–1975 i ponownie od 1995 roku.

## Historia
Order został ustanowiony 8 lutego 1864 przez króla Norodoma.
W okresie kolonialnym, w latach 1896–1948 i 1950-1955, kawalerem Krzyża Wielkiego był ex officio każdy prezydent Francji.
Kambodżańska wstęga orderowa była czerwona z zielonymi paskami wzdłuż brzegów, a francuską odmianę przyznawano na wstęgach białych z żółtymi paskami.
Po uzyskaniu niepodległości nadawane do 1975, kiedy to zostało zniesione przez reżim Czerwonych Khmerów, przywrócone dekretem monarszym z 5 października 1995, zreformowane w 2002.
| Baretki Orderu Królewskiego Kambodży | Baretki Orderu Królewskiego Kambodży | Baretki Orderu Królewskiego Kambodży | Baretki Orderu Królewskiego Kambodży | Baretki Orderu Królewskiego Kambodży | Baretki Orderu Królewskiego Kambodży |
| ------------------------------------ | ------------------------------------ | ------------------------------------ | ------------------------------------ | ------------------------------------ | ------------------------------------ |
| Odmiana kambodż.                     | Krzyż Wielki                         | Wielki Oficer                        | Komandor                             | Oficer                               | Kawaler                              |
| Dawna odmiana franc.                 | Krzyż Wielki                         | Wielki Oficer                        | Komandor                             | Oficer                               | Kawaler                              |

## Odznaczeni
Kambodżanie
- Norodom (1864)[6]
- Norodom Suramarit (1941)[8]
- Norodom Sihanouk
- Norodom Monineath Sihanouk[9]
- Norodom Ranariddh (7 grudnia 1992, 3 maja 2001)[10]
- Norodom Sihamoni[11][12]

Obcokrajowcy
- Adolphe Boucard (ur. 1839 zm. 1905), francuski ornitolog[13]
- Thành Thái[14]
- Khài Đinh[15]
- Bảo Đại
- Kim Ir Sen
- Kao Kim Hourn
- Charles de Gaulle
- Björn Stenvers (zm. 2023)[16]
- Bảo Long (zm. 2007), ostatni następca tronu wietnamskiego
- Sisavang Vong (4 marca 1905)[17]
- Savang Vatthana (17 marca 1935, 1959)[18]
- Kim Dzong Il (Krzyż Wielki, 2004)[19]
- Kazimierz Duchowski (Komandor, 2005), ostatni ambasador RP w Kambodży[20]